# Catedral basílica de la Asunción de María (Capua)
La Catedral Basílica de la Asunción de María o simplemente Catedral de Capua (en italiano: Basilica Cattedrale di Maria SS. Assunta in Cielo)  es la principal y una antigua iglesia en la ciudad de Capua, Campania, Italia.
Una iglesia fue reconstruida en el sitio desde el siglo IX, por el obispo capulano Landulfo, utilizando columnas del anfiteatro local u otras iglesias. El campanario tiene influencias lombardas y normandas. El Atrio del Paraíso fue construido inicialmente en el siglo V, con adornos añadidos en siglos posteriores. Fue destruido por bombardeo durante la Segunda Guerra Mundial, concretamente el 9 de septiembre de 1943.
Entre las pinturas de la iglesia están las obras de Domenico Vaccaro. Algunos de los frescos recuerdan obras pasadas incluyendo los frescos en el presbiterio que representan escenas eucarísticas (1961). El retablo mayor de la Asunción de la Virgen de Francesco Solimena. En la Nave se encuentran las columnas del obispo Erveo (1073-1088) y una fuente santa del arzobispo Cesare Costa (1572-1602). La cripta tiene una pintura que representa a un Cristo muerto por Matteo Bottiglieri, un Addolorata por la escuela de Canova, y un sarcófago romano.

## Véase también

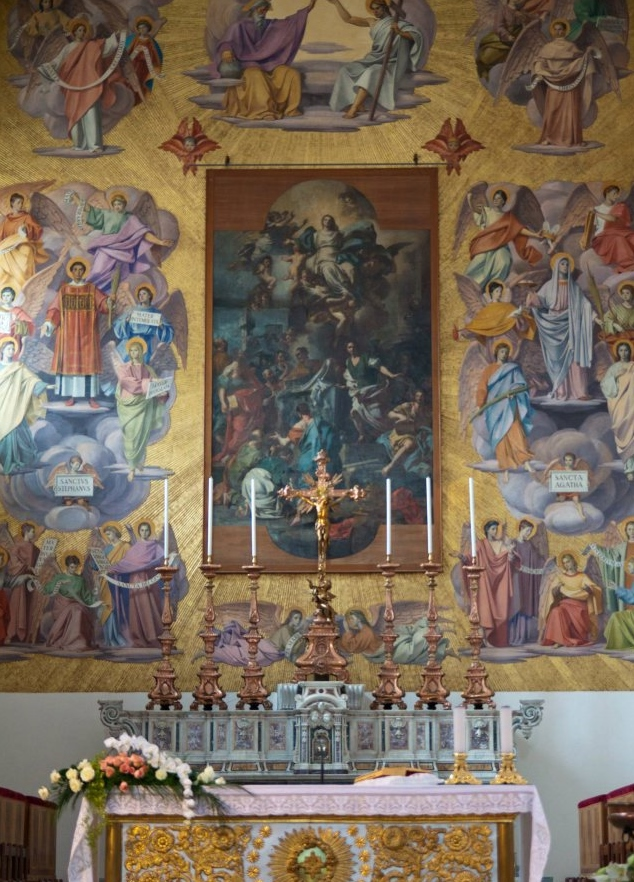
Vista interna